# Ixora myitkyinensis
Ixora myitkyinensis är en måreväxtart som beskrevs av Cornelis Eliza Bertus Bremekamp. Ixora myitkyinensis ingår i släktet Ixora och familjen måreväxter. Inga underarter finns listade i Catalogue of Life.